# Karen Young
Karen Young (n. 29 de septiembre de 1958) es una actriz estadounidense.
Nacida en Pequannock Township, New Jersey, Young estudioó en la Universidad Rutgers. Después de graduarse se mudó a New York y se convirtió en actriz, apareciendo en el thriller de 1984 de Tony Garnett, Handgun (también conocido como Deep in the Heart). También apareció en películas como Nueve semanas y media, Heat, Tiburón, la venganza, Night Game, The Wife, Daylight y Mercy. Su exmarido es Tom Noonan. Young interpretó a la Agente del FBI, Robyn Sanseverino en Los Soprano y ha interpretado varios personajes de la franquicia Law & Order, así como en The Equalizer. También ha interpretado a la Hermana Mary en The Orphan Killer (2011), y ha aparecido en otras películas como Heading South, Two Gates of Sleep y Conviction.

## Filmografía seleccionada
- Handgun (aka Deep in the Heart) (1984)
- Maria's Lovers (1984)
- Birdy (1984)
- Almost You (1985)
- Nueve semanas y media (1986)
- Heat (1986)
- Tiburón, la venganza (1987)
- Criminal Law (1988)
- Trilogía de Nueva York (1988)
- Night Game (1989)
- The Boy Who Cried Bitch (1991)
- Hoffa (1992)
- The Wife (1995)
- Daylight (1996)
- Joe el rey (1999)
- Mercy (2000)
- Factotum (2005)
- Heading South (2005)
- Handsome Harry (2009)
- Conviction (2010)
- The Green (2011)
- The Orphan Killer (2011)